# Kalkalist
Kalkalist (hebrejsky: כלכליסט, název je slovní hříčkou vzniklou ze spojení hebrejského slova kalkala [ekonomika] a názvu globálního časopisu The Economist) je hebrejský psaný ekonomický deník vycházející v Izraeli od roku 2008.
První číslo vyšlo 18. února 2008. Od počátku měl i internetovou verzi. Vydavatelem a zakladatelem listu je Jo'el Esteron a šéfredaktorem Galit Chami. List patří do mediální skupiny Yedioth Media Group, která vydává i jeden z nejčtenějších izraelských deníků Jedi'ot achronot.